# ماتيوزينيو (لاعب كرة قدم، مواليد 1993)
ماتيوس كوتوليو بوسا (بالبرتغالية: Matheus Cotulio Bossa‏)، المعروف باسم ماتيوزينيو هو لاعب كرة قدم برازيلي يلعب حالياً لصالح المريخ في الدوري السوداني الممتاز.

## روابط خارجية
- ماتيوزينيو (لاعب كرة قدم، مواليد 1993) على موقع قاعدة بيانات كرة القدم.إي يو (الإنجليزية)
- ماتيوزينيو (لاعب كرة قدم، مواليد 1993) على موقع Soccerway.com (الإنجليزية)